# Móng rồng Vinh
Móng rồng Vinh hay công chúa Vinh (danh pháp: Artabotrys vinhensis) là loài thực vật có hoa thuộc họ Na. Loài này được Ast mô tả khoa học đầu tiên năm 1938.